# ボランティアまっぷ
ボランティアまっぷは、1999年4月8日〜2000年3月30日にNHK教育テレビで放送されていたテレビ番組。

## 概要
ボランティア活動を紹介する中から新たな生き方や社会のあり方を提案する番組。
阪神・淡路大震災や地球環境の保全、途上国の医療支援や介護保険、高齢者福祉など幅広いテーマで各地の活動を紹介した。
ホームページ「NHKボランティアネット」と連携して全国のボランティア情報も紹介。

## 放送時間
- 木曜19:10-19:40
- 金曜14:30-15:00

## 出演者
- 後藤繁榮
- 千住真理子

## 関連番組
- 週刊ボランティア
- ボランティアにっぽん